# Кејти (Оклахома)
Кејти (енгл. Katie) град је у америчкој савезној држави Оклахома.

## Демографија
По попису из 2010. године број становника је 348.
| Група             | 2000.    | 2010.       |
| Белци             | 0 (0,0%) | 290 (83,3%) |
| Афроамериканци    | 0 (0,0%) | 3 (0,9%)    |
| Азијати           | 0 (0,0%) | 0 (0,0%)    |
| Хиспаноамериканци | 0 (0,0%) | 10 (2,9%)   |
| Укупно            | 0        | 348         |